# Unprotected
Pour plus de détails, voir Fiche technique et Distribution.
Unprotected est un film américain réalisé par James Young, sorti en 1916.

## Synopsis
Après la mort de ses parents, Barbara King, une Sudiste, part vivre chez son oncle Rufus Jamison qui lui rappelle que sa mère a raté sa vie en épousant un artiste. Rufus oblige Barbara à faire des ménages pour subvenir à ses besoins. Un jour, Barbara s'éclipse pour exposer la dernière œuvre de son père et, sur place, rencontre l'artiste Gordon Carroll et son père, le gouverneur. Lorsque Jamison découvre l'atelier secret de Barbara dans le grenier, il détruit la statue de son père, et Barbara le frappe alors mortellement avec un chandelier.  Barbara est reconnue coupable, condamnée et envoyée dans une prison où les prisonniers noirs travaillent dans des conditions difficiles.

## Fiche technique
- Réalisation : James Young
- Assistant réalisateur : W. S. Van Dyke
- Scénario : James Hatton
- Producteur : Jesse L. Lasky
- Photographie : Paul P. Perry
- Type : muet - Noir et blanc
- Genre : Drame social[1]
- Distributeur : Paramount Pictures
- Durée : 5 bobines[2]
- Date de sortie : 21 octobre 1916[1]

## Distribution
- Blanche Sweet : Barbara King
- Theodore Roberts : Rufus Jamison
- Ernest Joy : Gov. John Carroll
- Tom Forman : Gordon Carroll
- Walter Long : Joshua Craig
- Mrs. Lewis McCord : Convict Mattie Rowe
- Robert Gray : Tony Salvarro
- Jane Wolfe : The Mulatto